# Marius Negrea
Marius Cristian Negrea, né le 27 octobre 1964 à Brașov en Transylvanie, est un patineur artistique et entraîneur roumain.

## Biographie

### Carrière sportive
Marius Negrea représente son pays à deux championnats européens (1992 à Lausanne et 1997 à Paris), un mondial (1994 à Chiba) et deux Jeux olympiques d'hiver (1992 à Albertville et 1994 à Lillehammer).
Il arrête les compétitions sportives après les championnats européens de 1997.

### Reconversion
Marius Negrea devient entraîneur de patinage artistique. Ses élèves roumains sont Gheorghe Chiper, Adrian Matei, Roxana Luca ou Julia Sauter. En 2018, il travaille comme commentateur des Jeux olympiques d'hiver pour la télévision roumaine.
Il est actuellement entraîneur à Ravensbourg en Allemagne.

## Palmarès
| Compétition             | 1987    | 1988    | 1989    | 1990    | 1991    | 1992    | 1993    | 1994    | 1995    | 1996    | 1997    |  |  |  |  |  |  |  |  |
| Jeux olympiques d'hiver |         |         |         |         |         | 27e     |         | 19e     |         |         |         |  |  |  |  |  |  |  |  |
| Championnats du monde   |         |         |         |         |         |         |         | 27e     |         |         |         |  |  |  |  |  |  |  |  |
| Championnats d'Europe   |         |         |         |         |         | 15e     |         |         |         |         | 25e     |  |  |  |  |  |  |  |  |
|                         |         |         |         |         |         |         |         |         |         |         |         |  |  |  |  |  |  |  |  |
| Autres compétitions     | 1986/87 | 1987/88 | 1988/89 | 1989/90 | 1990/91 | 1991/92 | 1992/93 | 1993/94 | 1994/95 | 1995/96 | 1996/97 |  |  |  |  |  |  |  |  |
| Trophée de France       |         |         |         |         |         |         |         | 11e     |         |         |         |  |  |  |  |  |  |  |  |
| Moscou Skate            | 18e     | 12e     | 15e     |         | 7e      |         |         |         |         |         |         |  |  |  |  |  |  |  |  |
|                         |         |         |         |         |         |         |         |         |         |         |         |  |  |  |  |  |  |  |  |